# Koczerinowo (gmina)
Koczerinowo (bułg. Община Кочериново)  − gmina w zachodniej Bułgarii, w obwodzie Kiustendił.

## Miejscowości
Miejscowości wchodzące w skład gminy Koczerinowo:
- Barakowo (bułg.: Бараково),
- Borowec (bułg.: Боровец),
- Buranowo (bułg.: Бураново),
- Cyrwiszte (bułg.: Цървище),
- Dragodan (bułg.: Драгодан),
- Frołosz (bułg.: Фролош),
- Koczerinowo (bułg.: Кочериново) − siedziba gminy,
- Krumowo (bułg.: Крумово),
- Mursalewo (bułg.: Мурсалево),
- Porominowo (bułg.: Пороминово),
- Stob (bułg.: Стоб).